# Историјски архив Крушевац
Историјски архив Крушевац чува укупно 835 фондова органа управе, школства, цркава и манастира, привредних и других организација, културних, социјалних и других установа, као и многобројних удружења са територије Расинског округа.

## Историја
Зачеци организованог прикупљања и чувања архивске грађе се јављају у 19. веку у тадашњој Кнежевини Србији. Друштво српске словесности је 1848. године почело да сакупља материјал и податке о новој српској историји који сведоче о развоју српске државности, а настали су радом државних органа, институција и појединаца. Од тада датира идеја о оснивању Државног архива Србије чији задатак би био чување ове документације. Марта 1948. године је основан архив у Крушевцу под надлежношћу Савета за просвету и културу града. За првог руководиоца је постављена Десанка Матић, професорка историје Гимназије Крушевац са задатком да организује рад. Као радна просторија је коришћена наставничка зборница у Гимназији. У том периоду је веома мали број архивских докумената прикупљен или откупљен. Проблем је представљао и недостатак радног простора који би био опредељен само за послове Архивског средишта. Од априла 1949. године Министарство просвете Социјалистичке Републике Србије преузима финансирање хонорара руководиоцима Архивских средишта и доставља им упутства за даљи рад. Почетак 1950-их година је обележен и стварањем првих радничких савета као саветодавних органа у предузећима. Од 1964. године су се бавили и издавачком делатношћу, објављивали су стручни часопис установе „Расински анали”. Историјски архив Крушевац је основан као самостална установа 27. децембра 1968. године, а уписан је 28. фебруара 1969. године у Регистар Окружног привредног суда у Крагујевцу под редним бројем 324. Задатак Историјског архива Крушевац је да прикупи, обради и презентује јавности поуздане доказе за проучавање прошлости. Од оснивања Архивског средишта до данас се баве прикупљањем архивске грађе, фотографија, старих и ретких књига и осталих архивалија на територији Расинског округа. Делатност Архива се реализује и кроз рад читаонице, издавање преписа и копија архивске грађе, приређивањем изложби, промоција, предавања, научних скупова, као и коришћењем нових информационо-комуникационих технологија, кроз сарадњу са другим културним установама, школама и медијским кућама. Најстарију архивску грађу у депоима Архива чине фондови Кожетинска црква 1834—1972, Матичне књиге рођених, венчаних и умрлих вођене у 31-ој цркви 1837—1946. и Начелство округа крушевачког 1839—1921. Садржи око 8500 дужних метара архивске грађе која обухвата период од 1834. године до 2021. године, приближно 4000 странака на годишњем нивоу и преко 8000 издатих оверених фотокопија.